# 석교초등학교 (충북)
석교초등학교는 대한민국 충청북도 청주시 상당구 석교동에 위치한 공립 초등학교이다.

## 연혁
- 1937년 4월 11일 석교공립보통학교(6년제 3학급) 개교설립인가 3월 31일
- 1938년 4월 1일 청주석교공립심상소학교로 개편[1]
- 1941년 4월 1일 청주석교공립국민학교로 개칭[2]
- 1961년 3월 18일 대강당 준공
- 1974년 3월 1일 특수학급 개설
- 1981년 4월 1일 병설유치원(1학급) 개원
- 1984년 9월 1일 금천국민학교(403명) 분리 이관
- 1996년 3월 1일 석교초등학교로 교명 개명[3]
- 2017년 9월 1일 제29대 윤병구 교장 부임
- 2019년 1월 10일 제77회 43명 졸업(총 졸업생수 26,940명)
- 2019년 3월 1일 15학급 편성(특수 1포함), 병설유치원 3학급 편성(특수 1포함)
- 2020년 1월 9일 제78회 60명 졸업(총 졸업생수 27,000명)
- 2020년 3월 1일 14학급 편성(특수 1포함), 병설유치원 3학급 편성(특수 1포함)
- 2021년  9월 1일 제30대 김희열 교장 부임

## 석교초등학교 야구부는 소년체전 2연승을 달성했다.
- 석교초등학교 - 한국교육학술정보원 학교알리미